# أعلام الموقعين عن رب العالمين
أعلام الموقعين عن ربِّ العالمين كتاب ألفه ابن قيم الجوزية جمعَ فيه بين الفقه وأصوله ومقاصد الشريعة وتاريخ التشريع والسياسة الشرعية مستعينًا بأوَّل ما أُخذ وتُلقِّي عن رسول الله صلى الله عليه وسلم، وعمَّن انتشر عنهم الفقه والدِّين. ثم تكلَّم على الاجتهاد و القياس في بحث مطوَّل، وصل به إلى نهاية المجلد الثاني، مع أمثلة مطوَّلة. ثم تناول دراسة تفصيلية لمجموعة كبيرة من الفتاوى في مسائل مهمَّة في مباحث القضاء والعقيدة والعبادات والمعاملات والزواج والطلاق و الربا، وبعض الفتاوى عن الضَّرورات التي تبيح المحظورات وغير ذلك، وقد أحسنَ الاستشهاد وتروَّى في الترجيح.

## مخطوطات الكتاب
من المخطوطات المعتمدة في طبعة دار عالم الفوائد في مكة مخطوطة كتبت سنة 773 هـ وهي محفوظة في المكتبة المحمودية التي آلت إلى مكتبة الملك عبد العزيز بالمدينة المنورة.

## عنوان الكتاب

غلاف طبعة دار ابن الجوزي بالعنوان الخطأ

وضع ابن القيِّم لكتابه هذا عنوان (معالم الموقِّعين عن ربِّ العالمين)، ثم عدلَ عنه إلى عنوان (أعلام الموقعين عن ربِّ العالمين)، واختُلف في العنوان أهو بفتح الهمزة (أعلام) أو بكسرها (إعلام)؟
رجَّح محقِّقا نشرة دار عطاءات العلم أن يكونَ العنوان (أعلام الموقعين عن ربِّ العالمين) بفتح الهمزة، وليس المقصود بالأعلام هنا جمع عَلَم بمعنى الشَّخص، ولكنَّ المقصود به العَلَم بمعنى العلامة، وهو الدليل والصُّوَّة الهادية. فمعنى العنوان بالفتح هو: أعلام الموقعين أي: الصُّوى والعلامات والمنارات الهادية للموقِّعين عن ربِّ العالمين، وهم المُفتون والفقهاء والقضاة. فهي أعلام منصوبة يهتدي بها العلماء في دروب فتاواهم. وهذا المعنى متفق مع عنوان الكتاب في الوضع الأول للمؤلف وهو (معالم الموقعين)، فالأعلام والمعالم واحد.
وذكرا أن الضَّبط بالكسر (إعلام) مفسدٌ للمعنى، ولا يستقيم معه العنوان ولا يتم! فكيف يكون: إعلام الموقعين عن رب العالمين؟
إعلامهم بماذا؟ هذا الوضعُ مخالفٌ للمعهود من عناوين الأئمَّة العلماء من مثل: (إعلام الأحياء بأغلاط الإحياء) لابن الجوزي، و(إعلام الساجد بأحكام المساجد) للزَّرْكَشِي، و(إعلام الأريب ببدعة المحاريب) للسُّيوطي، و(إعلام الناسك بأحكام المناسك) لنور الدين الشافعي، و(إعلام الأنام بمَن وليَ قضاء الشام) لابن اللبُّودي، وغيرها كثير. فكلُّ هذه العناوين صرَّح أصحابها بمتعلَّق الإعلام فيها، أما في عنوان كتاب ابن القيم فلو كان (إعلام) بالكسر لصار الإعلام بلا متعلَّق به! فكأنه قال: (إخبار المُفتين) ثم سكت، ولم يبيِّن إخبارَهم بماذا.
وقد ورد ضبط العنوان في بعض النسخ الخطية والطبعات القديمة بالفتح أيضًا، فاتفقت الرواية مع الدراية.
ورجَّح الشيخ مشهور حسن سلمان أن يكون العنوان (إعلام الموقعين عن ربِّ العالمين) بكسر الهمزة، واستبعد فتح الهمزة ظنًّا منه أنه لو كان بالفتح لأريد به (الأعلام) جمع علَم بمعنى شخص! فنشر الكتاب بالعنوان الذي رجَّحه! وبتتبُّع الطبَعات القديمة والحديثة يظهر أن أول من طبع الكتاب بكسر الهمزة (إعلام) هو الشيخ مشهور! وقد فنَّد محقِّقو طبعة عطاءات العلم رأيه، وبيَّنوا خطأه، ودحضوا حُجَّته.

## طبعات الكتاب
طُبع الكتاب طبعات كثيرة، من أشهرها:
1. الطبعة الهندية (حجَرية)، في مجلَّدين؛ المجلد الأول طُبع في مطبعة أشرف المطابع في دِهلي، عام 1313هـ/ 1895م، والثاني في المطبع الأنصاري في دِهلي، عام 1314هـ/ 1896م، وقد طُبع الكتاب عن 3 نسخ خطية صحيحة واضحة، إحداها نسخة الأمير صدِّيق حسن خان، وصححه: الشيخ أبو عبد الرحمن محمد، والشيخ السيد أبوالليث عبد القدوس الغزنوي.
2. طبعة على نفقة الحاج مقبل الذكير، في مطبعة فرج الله زكي الكردي بالقاهرة، عام 1325هـ/ 1907م، في 3 مجلدات، وذُكر في خاتمتها أنهم اعتمدوا فيها على نسخ خطية عتيقة صحيحة، وأن الكتاب صحَّحه وراجعه عدد من العلماء الأعلام، ولم يبينوا ما النسخُ الخطية المعتمدة، ولا العلماء الذين صحَّحوا الكتاب!
3. طبعة المكتبة التجارية الكبرى بالقاهرة، بتحقيق الشيخ محمد محيي الدين عبد الحميد، عام 1374هـ/ 1955م، في 4 مجلدات، اعتمد فيها على عدد من المخطوطات لم يبينها، وعلى عدد من المطبوعات لم يذكرها! وأكثر الطبعات اعتمدت عليها في نشراتها.
4. طبعة دار الكتب الحديثة بالقاهرة، بتحقيق الشيخ عبد الرحمن الوكيل، صدرت بتزكية الشيخ عبد الوهَّاب عبد اللطيف، وتقديم الشيخ السيد سابق، عام 1389هـ/ 1969م، في 4 مجلدات، ولم يُعتمَد فيها على نسخ خطية، ولكن اعتُمد على النسخ المطبوعة ولا سيما طبعة الشيخ محمد محيي الدين عبد الحميد.
5. طبعة دار ابن الجوزي في الدمَّام، بتحقيق الشيخ مشهور حسن سلمان، عام 1423هـ/ 2002م، في 6 مجلدات، وهي أول طبعة بالعنوان الخطأ (إعلام الموقعين عن ربِّ العالمين)، رجع فيها إلى 4 نسخ خطية متأخرة حديثة الخط لا تُعرف أصولها، وإلى الطبعات المتداولة! لذا كثرت الأخطاء في هذه الطبعة حتى في أسماء الصحابة والتابعين ورجال الأسانيد ومتون الأحاديث مع أنها واردة على الصواب في مصادر تخريجه![4]
6. طبعة دار عطاءات العلم ودار ابن حزم، بتحقيق الدكتور محمد أجمل أيوب الإصلاحي، والشيخ محمد عُزَير شمس، ط2، عام 1440هـ/ 2019م، في 6 مجلدات مع الفهارس، بالعنوان الصحيح (أعلام الموقعين عن ربِّ العالمين)، اعتمدت على 9 نسخ خطية، منها 7 نسخ قديمة عتيقة صحَّحت الكثير من السقط والتصحيف والتحريف الواقع في الطبعات السابقة.